# Christina Lubinski
Christina Lubinski (* 31. Januar 1979) ist eine deutsche Historikerin, Hochschullehrerin und derzeit Inhaberin einer Professur an der Copenhagen Business School. Sie ist Autorin und Herausgeberin verschiedener wissenschaftlicher Fachbücher sowie Verfasserin zahlreicher deutsch- und englischsprachiger Zeitschriftenartikel. Sie ist eine international renommierte Wissenschaftlerin in den Bereichen Unternehmensgeschichte, Entrepreneurship, Management sowie der Organisationslehre.

## Leben
Bis 2005 hat Christina Lubinski Geschichte und Betriebswirtschaftslehre an der Georg-August-Universität Göttingen sowie an der Université Libre in Brüssel und an der Universität Genf studiert. Im Jahr 2009 wurde sie mit einer von Hartmut Berghoff betreuten Dissertationsschrift zu „Familienunternehmen in Westdeutschland. Corporate Governance und Gesellschafterkultur seit den 1960er Jahren“ an der Georg-August Universität in Göttingen promoviert. In den Jahren 2009 bis 2014 war Lubinski Research Fellow am deutschen historischen Institut in Washington, D.C. Unterbrochen wurde diese Forschungstätigkeit von einem einjährigen Fellowship an der Harvard Business School (Newcomen Fellow) wo sie unter anderem mit Geoffrey G. Jones zusammenarbeitete. Seit dem Sommersemester 2014 forscht und lehrt Christina Lubinski an der Copenhagen Business School in Dänemark. Zwischenzeitlich war Lubinski für etwa zwei Jahre Visiting Professor for Clinical Entrepreneurship am Lloyd Greiff Center for Entrepreneurial Studies der Marshall School of Business an der University of Southern California in Los Angeles. Seit dem Wintersemester 2019 ist Lubinski Full Professor an der Copenhagen Business School und seit 2020 auch Leiterin des Centre for Business History.

## Forschung
Christina Lubinski nutzt historische Methoden und authentische Quellen, um neue Sichtweisen auf unternehmerische und wirtschaftliche Problemstellungen zu entwickeln. Ihre Forschungsarbeiten lassen sich im Wesentlichen in zwei Bereiche aufteilen. Einerseits forscht Lubinski zum Zusammenspiel von Nationalismus und Wettbewerb global agierender Unternehmen. Lubinski interessiert sich hierbei insbesondere für deutsche Unternehmen in Indien. In diesem Bereich hat Lubinski zu einem wesentlich veränderten Verständnis von Nationalismus beigetragen, indem sie zeigen konnte, dass Unternehmen aufkommende nationalistisches Denken aktiv dazu nutzen andere Unternehmen zu delegitimieren und sich so einen Wettbewerbsvorteil zu verschaffen.
Der zweite Schwerpunkt ihrer Forschung liegt auf historischen Methoden in der Entrepreneurship Forschung. In diesem Bereich knüpft Lubinski an ihre frühen Forschungsarbeiten zu Familienunternehmen an. Dabei macht sie sowohl empirisch als auch theoretisch deutlich, dass historische Methoden einen wesentlichen Beitrag dazu leisten können unternehmerische Fragestellungen der Gegenwart zu beantworten. Sie gilt hier gemeinsam mit Dan Wadhwani als Begründerin einer Wiederbelebung der historischen Entrepreneurshipforschung die an die Arbeiten von Arthur Cole und Joseph Schumpeter im Research Center for Entrepreneurial History an der Universität Harvard anknüpfen soll.
Für ihre Forschungsarbeiten hat Lubinski zahlreiche Preise gewonnen so zum Beispiel den 1. Preis für Unternehmensgeschichte für ihre Dissertationsschrift verliehen von der Gesellschaft für Unternehmensgeschichte e.V (2009), sowie den Henrietta Larson Award für den besten Artikel in der Fachzeitschrift Business History Review (2015).

## Wissenschaftliche Publikationen (Auswahl)

### Bücher
- Da Silva Lopes, T., C. Lubinski and H. Tworek, eds. (2019). The Routledge Companion to the Makers of Global Business. New York, Routledge.
- Lubinski, C., J. R. Fear and P. Fernández Pérez, eds. (2013). Family Multinationals: Entrepreneurship, Governance, and Pathways to Internationalization. New York, Routledge.
- Berghoff, H., U. Jensen, C. Lubinski and B. Weisbrod, eds. (2013). History by Generations: Generational Dynamics in Modern History. Göttingen, Wallstein Verlag
- Lubinski, C. (2009). Mikropolitik und flexible Spezialisierung. Das Beispiel der mechanischen Werkstätten der Handelsgesellschaft Jacobi, Haniel und Huyssen (JHH) im 19. Jahrhundert. Göttingen, Universitätsverlag Göttingen.
- Lubinski, C. (2010). Familienunternehmen in Westdeutschland: Corporate Governance und Gesellschafterkultur seit den 1960er Jahren. Schriftenreihe zur Zeitschrift für Unternehmensgeschichte. München, Verlag C.H. Beck.

### Zeitschriftenartikel
- Lubinski, C., V. Giacomin and K. Schnitzer (2021). Internment as a Business Challenge: Political Risk Management and German Multinationals in Colonial India (1914–1947). Business History, 63(1): 72–97.
- Lubinski, C. and R. D. Wadhwani (2020). Geopolitical Jockeying: Economic Nationalism and Multinational Strategy in Historical Perspective. Strategic Management Journal, 41(3): 400–421.
- Lubinski, C. (2018). From ‘History as Told’ to ‘History as Experienced’: Contextualizing the Uses of the Past. Organization Studies 39(12): 1785–1809.
- Wadhwani, R. D. and C. Lubinski (2017) Reinventing Entrepreneurial History. Business History Review 91(4): 767–99.
- Lubinski, C. and M. Kipping (2015). Translating Potential into Profits: Foreign Multinationals in Emerging Markets since the Nineteenth Century. Management and Organizational History 10(2): 93–102.
- Lubinski, C. (2014). Liability of Foreignness in Historical Context: German Business in Preindependence India (1880–1940). Enterprise & Society 15(4): 722–758
- Lubinski, C. (2011). Path Dependency and Governance in German Family Firms. Business History Review 85(4): 699–724.
- Lubinski, C. (2010). Zwischen Familienerbe und globalem Markt. Die Corporate Governance westdeutscher Familienunternehmen von den 1960er Jahren bis in die Gegenwart. Zeitschrift für Unternehmensgeschichte 55(2): 204–229.